# 配合物结构
配合物结构是指其原子在分子或錯合物中，配位基與原子配体之幾何型態。配位基的幾何型態排列會因配位基之數目及其與中心原子鍵結之型式而改變。金屬中心的氧化狀態也會改變其配位傾向。金屬中心所配位之配位基數目可從二個至十五個之多。
八面體結構是一個常見的配位幾何結構，六個配位基以對稱分佈配位在金屬上，如果將各配位基以直線相連，就形成一八面體的形狀。其他常見的配位幾何例子，如四面體結構及平面四邊形結構。
晶體場理論可被用來解釋化合物之不同配位結構的相對穩定性及其是否具有順磁特性。